# 舒廷克里克鎮區 (北卡羅萊納州克萊縣)
舒廷克里克鎮區（英語：Shooting Creek Township）是位於美國北卡羅萊納州克萊縣的一個鎮區。

## 地方資料
舒廷克里克鎮區的面積為178.19平方千米，皆為陸地。根據2020年美國人口普查的數據，當地共有人口2268人，而人口密度為每平方千米12.73人。